# 祖庚
祖庚（？—？），又稱且庚，子姓，名躍，一作曜，商朝第24任國王，武丁与妣辛之子，孝己之弟，定都於殷，尊武丁為高宗。夏商周断代工程認為前1191年是他在位首年，《今本竹書紀年》稱他在位十一年。死後由弟祖甲繼位。

## 相關文藝作品
在鄭丰巫王志一書，名叫子曜者為祖庚。

## 在位年數
現今流傳文獻記載的祖庚在位年數有2種說法：
- 在位七年，《太平御覽》卷83引《史記》，《皇極經世》、《資治通鑑外紀》、《資治通鑑前編》、《通志》、《文獻通考》均同。
- 在位十一年，《今本竹書紀年》。出土甲骨文殷墟「出組」卜辭有「隹王十祀」可証。

| 前任： 父武丁，一说兄祖己(存疑) | 商朝國君 第24代，一说第25代 | 繼任： 弟祖甲 |